# Balatonföldvár
Balatonföldvár je gradić u središnoj zapadnoj Mađarskoj.
Zauzima površinu od 15,32 km četvorna.

## Ime
Zove se po zemljanoj gradini, földvár (zemljana utvrda motte).

## Zemljopisni položaj
Nalazi se na 46° 50' 58" sjeverne zemljopisne širine i 17° 52' 46" istočne zemljopisne dužine, na južnoj obali Blatnog jezera. 
Tik jugozapadno je Balatonszárszó, tik jugoistočno je Kőröshegy, a tik sjeveroistočno je Szántód, Balatonsomos i Somos.

## Upravna organizacija
Sjedište je Balatonföldvárske mikroregije u Šomođskoj županiji. Poštanski broj je 8623.

## Promet
Južno prolazi državna autocestovna prometnica M7 (europska prometnica E71), a kroz grad državna cestovna prometnica br. 7. Kroz grad prolazi željeznička pruga Budimpešta-Stolni Biograd-Velika Kaniža. U gradiću je željeznička postaja.

## Stanovništvo
Balatonföldvár ima 2094 stanovnika (2001.). Skoro svi su Mađari, a osim njih je ondje 36 Nijemaca te ostalih.

## Poznate osobe
- Frigyes Korányi
- Bajor Gizi
- Kandó Kálmán
- László Németh
- Jenő Rákosi
- Szidi Rákosi
- Jenő Kvassay
- Lőrinc Szabó
- György Ránki

## Vanjske poveznice
- (mađ.) Zračne snimke